# Malý Čepčín
Malý Čepčín és un poble i municipi d'Eslovàquia que es troba a la regió de Žilina, al centre-nord del país. La primera menció escrita de la vila es remunta al 1254.

## Demografia
| Godina             | 1994 | 2004   | 2014   | 2024   |
| ------------------ | ---- | ------ | ------ | ------ |
| Nombre de persones | 527  | 519    | 535    | 545    |
| Diferència         |      | −1,51% | +3,08% | +1,86% |

| Godina             | 2023 | 2024   |
| ------------------ | ---- | ------ |
| Nombre de persones | 543  | 545    |
| Diferència         |      | +0,36% |